# James Palmer-Tomkinson
James Algernon Palmer-Tomkinson (geboren James Algernon Tomkinson; * 3. April 1915 in Westminster, London; † 7. Januar 1952 in Klosters, Schweiz) war ein britischer Skirennläufer. 

## Karriere
Palmer-Tomkinson gehörte in den 1930er zu den führenden britischen Skirennläufern. So nahm er an den Olympischen Winterspielen 1936 teil, wobei er den 14. Platz in der Kombination belegte und damit hinter Peter Lunn zweitbester Brite war.
1938 und 1939 nahm er an den Alpinen Skiweltmeisterschaften teil, wobei er sein bestes Ergebnis 1939 mit Rang 15 in der Abfahrt erreichte.
Nach dem Zweiten Weltkrieg nahm er 1948 erneut an den Olympischen Winterspielen teil. Bei den Wettkämpfen in St. Moritz konnte Palmer-Tomkinson jedoch nicht an seine Leistungen in den 1930ern anschließen, so belegte er nur einen enttäuschenden 74. Platz in der Abfahrt, in der Kombination schied er im Slalom aus.
1952 verunglückte er beim privaten Skifahren in Klosters tödlich.

## Privates
Palmer-Tomkinson stammte aus einer bekannten Familie. Sein Vater James Edward war um die Jahrhundertwende ein bekannter Cricketspieler. Sein Großvater James war Politiker der Liberal Party, sein Urgroßvater William Tomkinson ein bekannter Offizier während des Sommerfeldzugs von 1815.
Seine Söhne Jeremy und Charles nahmen ebenfalls als Skirennläufer bzw. Rennrodler an Olympischen Winterspielen teil. Die Schriftstellerin Santa Montefiore ist seine Enkelin, genauso wie das It-Girl Tara Palmer-Tomkinson.

## Erfolge

### Olympische Winterspiele
- Garmisch-Partenkirchen 1936: 14. Kombination
- St. Moritz 1948: 74. Abfahrt, DNF Kombination

### Weltmeisterschaften
- Engelberg 1938: 24. Abfahrt[5], 27. Kombination[6], 32. Slalom[7]
- Zakopane 1939: 15. Abfahrt, 23. Kombination[8], 24. Slalom[9]
- St. Moritz 1948: 74. Abfahrt, DNF Kombination